# Залазино
Залазино — село в Лихославльском районе Тверской области России, входит в состав Микшинского сельского поселения.

## География
Село расположено в 12 км на север от центра сельского поселения села Микшино и в 34 км на северо-восток от райцентра города Лихославль. 

## История

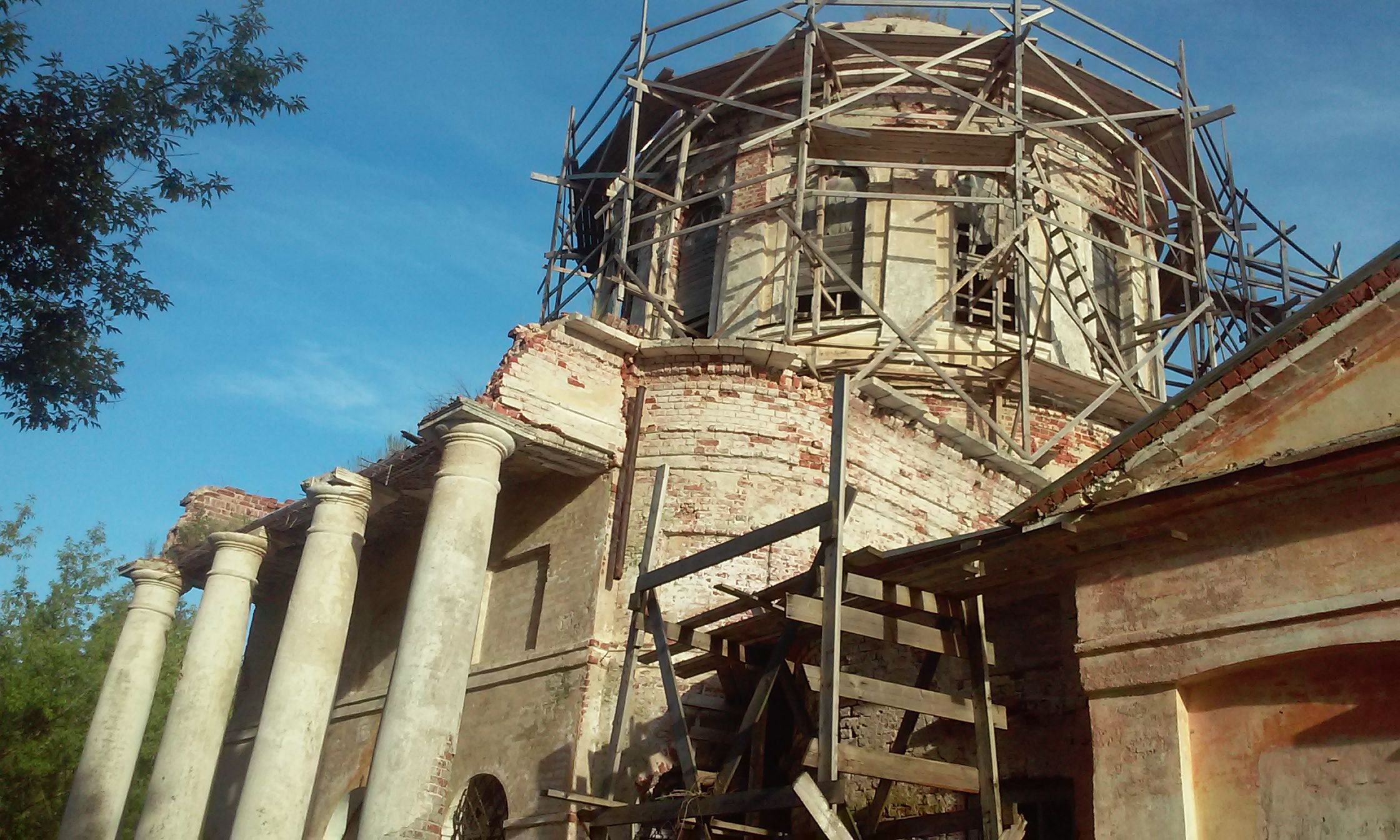
Скорбященская церковь. 2018 год

В 1826 году в селе была построена каменная Скорбященская церковь с 3 престолами. 
В конце XIX — начале XX века село входило в состав Микшинской волости Бежецкого уезда Тверской губернии. 
С 1929 года село являлось центром Залазинского сельсовета Толмачёвского района Тверского округа Московской области, с 1935 года — в составе Калининской области, с 1956 года — в составе Лихославльского района, с 2005 года — в составе Микшинского сельского поселения.

## Население
| 1859 | 2010 |
| ---- | ---- |
| 403  | ↘273 |

## Достопримечательности
В селе расположена Церковь иконы Божией Матери "Всех скорбящих Радость", которую сейчас восстанавливают в которой регулярно проводят службы (1826).